# Willem van Leusden
Willem van Leusden, né le 25 septembre 1886 à Utrecht et mort le 8 mars 1974 dans la même ville, est un peintre. Il vit à Utrecht et, à partir de l'âge de 23 ans, à Maarsseveen.

## Biographie
Willem van Leusden naît le 25 septembre 1886 à Utrecht.
Il étudie à l'Académie royale des beaux-arts de La Haye et à l'Académie royale des beaux-arts d'Amsterdam. Il reçoit la bourse royale pour jeunes artistes pendant trois ans.
Il est associé à la Burgeravondschool où il donne des cours de dessin aux garçons.
Dans son travail libre, il passe des peintures réalistes, aux peintures abstraites et le mobilier dans la tradition de De Stijl, à un travail surréaliste. Willem van Leusden se familiarise également avec diverses techniques de gravure. Avec les artistes Jopie Moesman et Willem Wagenaar, il forme le noyau du groupe de surréalistes actifs à Utrecht de 1930 à 1950. Il est également membre de la société graphique De Luis.
Il se fait connaître dans les milieux graphiques grâce à ses recherches sur la technique graphique d'Hercules Seghers. Après avoir beaucoup insisté, il publie ses conclusions en 1960.
Willem van Leusden meurt à l'hôpital d'Utrecht Oudenrijn.